# Liên minh miền Nam Hoa Kỳ

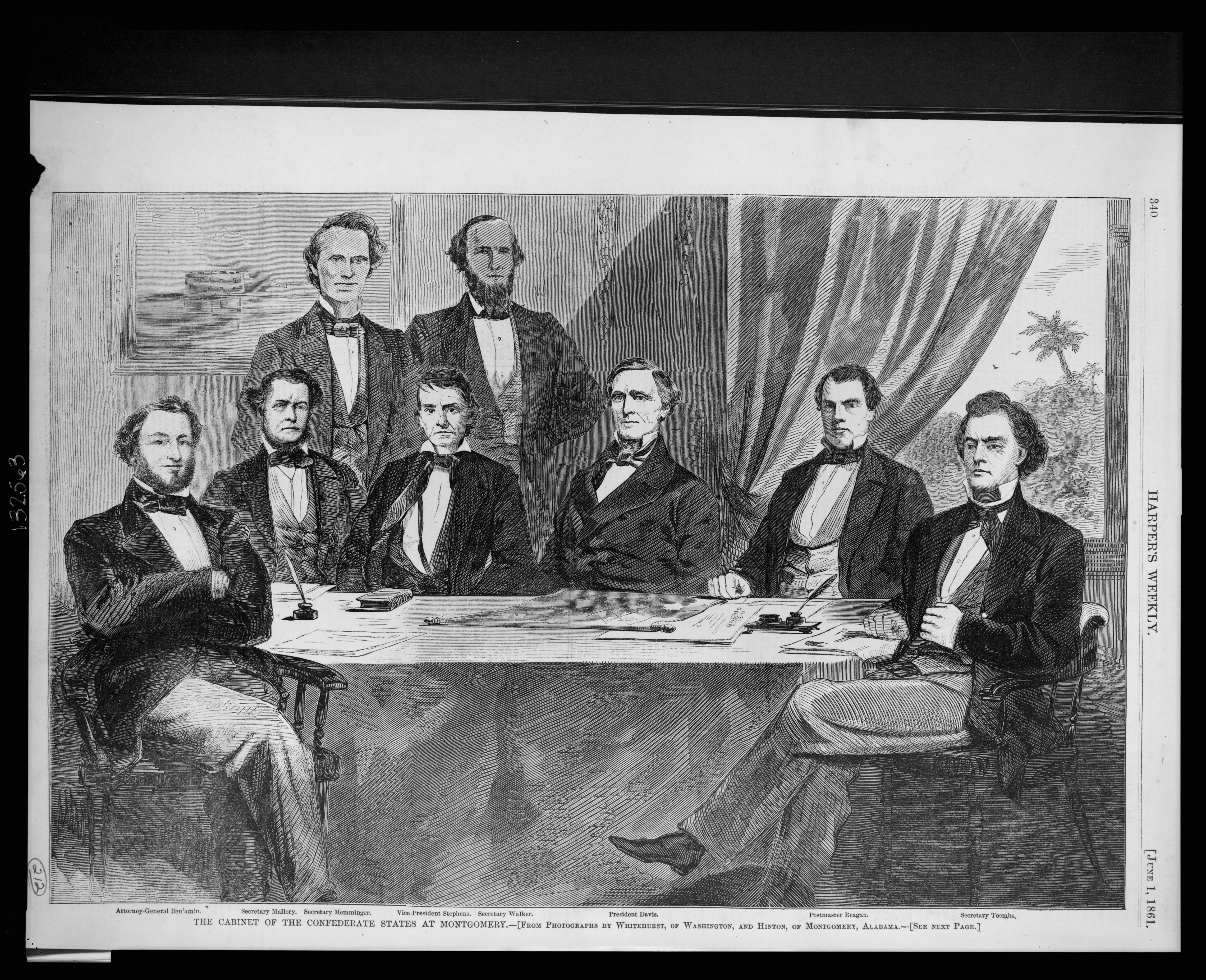
Các thành viên của chính phủ Liên minh miền Nam Hoa Kỳ năm 1861

Liên minh miền Nam Hoa Kỳ hay Hiệp bang Hoa Kỳ (tiếng Anh: Confederate States of America, gọi tắt Confederate States, viết tắt: CSA) là chính phủ thành lập từ 11 tiểu bang miền nam Hoa Kỳ trong những năm Nội chiến (1861–1865).
Năm 1861 Abraham Lincoln đắc cử tổng thống và muốn thay đổi dự luật để xóa bỏ thể chế nô lệ. Bảy tiểu bang miền nam Hoa Kỳ phản đối chính sách cởi mở này và tuyên bố ly khai chính phủ liên bang, thành lập chính phủ riêng do Jefferson Davis làm tổng thống. Chính quyền Abraham Lincoln không công nhận chính phủ liên minh miền Nam này. Khi quân miền Nam tấn công đồn Sumter, Nội chiến Hoa Kỳ bùng nổ và thêm 4 tiểu bang khác gia nhập phe miền nam chống lại lực lượng Liên bang miền Bắc. Tuy các cường quốc châu Âu như Anh và Pháp lợi dụng cơ hội bán vũ khí và tàu chiến cho chính phủ miền Nam, chính phủ này không được quốc tế công nhận.
Chính phủ Liên minh miền Nam Hoa Kỳ tan rã sau khi hai đại tướng Robert E. Lee và Joseph Johnston của quân miền Nam đầu hàng quân miền Bắc vào tháng 4 năm 1865.

## Các tiểu bang thuộc Liên minh miền Nam

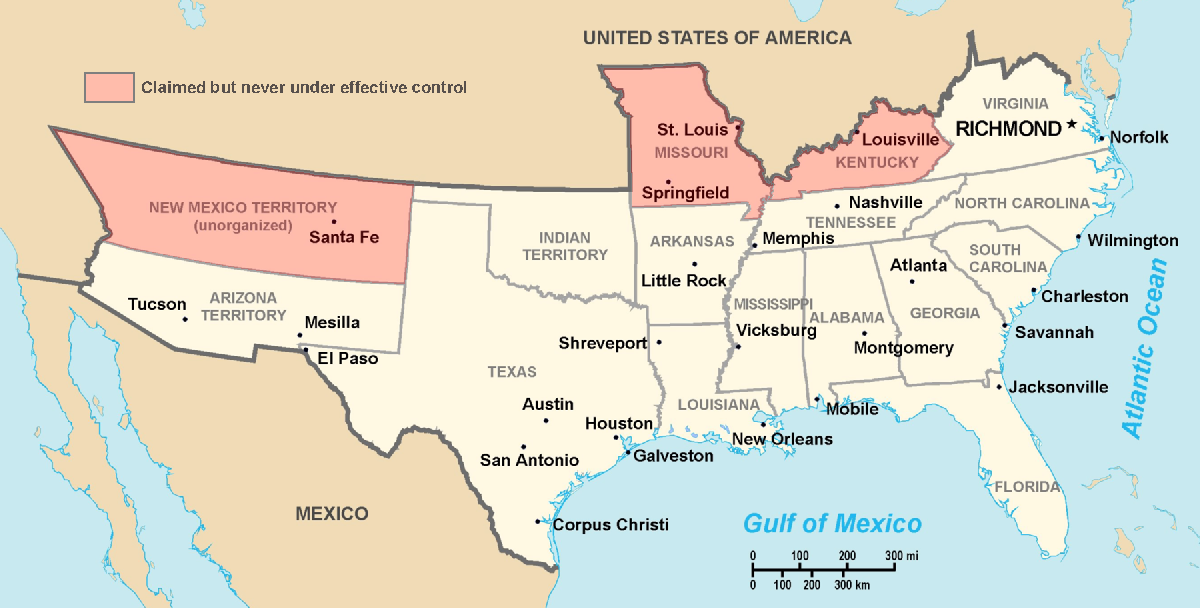
Lãnh thổ của Liên minh miền Nam (màu trắng). Các vùng màu hồng là tuy Liên minh tuyên bố chủ quyền nhưng thực chất chưa bao giờ kiểm soát được

| Tiểu bang                                        | Cờ | Ly khai              | Gia nhập Liên minh   | Dưới kiểm soát Liên bang             | Gia nhập Liên bang                                  |
| ------------------------------------------------ | -- | -------------------- | -------------------- | ------------------------------------ | --------------------------------------------------- |
| Nam Carolina                                     |    | 20 tháng 12 năm 1860 | 8 tháng 2 năm 1861   | 1865                                 | 9 tháng 7 năm 1868                                  |
| Mississippi                                      |    | 9 tháng 1 năm 1861   | 8 tháng 2 năm 1861   | 1863                                 | 23 tháng 2 năm 1870                                 |
| Florida                                          |    | 10 tháng 1 năm 1861  | 8 tháng 2 năm 1861   | 1865                                 | 25 tháng 6 năm 1868                                 |
| Alabama                                          |    | 11 tháng 1 năm 1861  | 8 tháng 2 năm 1861   | 1865                                 | 13 tháng 7 năm 1868                                 |
| Georgia                                          |    | 19 tháng 1 năm 1861  | 8 tháng 2 năm 1861   | 1865                                 | Kỳ 1 21 tháng 7 năm 1868; Kỳ 2 15 tháng 7 năm 1870  |
| Louisiana                                        |    | 26 tháng 1 năm 1861  | 8 tháng 2 năm 1861   | 1863                                 | 9 tháng 7 năm 1868                                  |
| Texas                                            |    | 1 tháng 2 năm 1861   | 2 tháng 3 năm 1861   | 1865                                 | 30 tháng 3 năm 1870                                 |
| Virginia                                         |    | 17 tháng 4 năm 1861  | 7 tháng 5 năm 1861   | 1865; (1861 Tây Virginia tách riêng) | 26 tháng 1 năm 1870                                 |
| Arkansas                                         |    | 6 tháng 5 năm 1861   | 18 tháng 5 năm 1861  | 1864                                 | 22 tháng 6 năm 1868                                 |
| Bắc Carolina                                     |    | 20 tháng 5 năm 1861  | 21 tháng 5 năm 1861  | 1865                                 | 4 tháng 7 năm 1868                                  |
| Tennessee                                        |    | 8 tháng 6 năm 1861   | 2 tháng 7 năm 1861   | 1863                                 | 24 tháng 7 năm 1866                                 |
| Missouri                                         |    | 31 tháng 10 năm 1861 | 28 tháng 11 năm 1861 | 1861                                 | Từ 1861 chính phủ theo Liên bang (không chính thức) |
| Kentucky (Russellville Convention)               |    | 20 tháng 11 năm 1861 | 10 tháng 12 năm 1861 | 1861                                 | Từ 1861 chính phủ theo Liên minh                    |
| Lãnh thổ Arizona (Chính phủ Mesilla, New Mexico) |    | 16 tháng 3 năm 1861  | 14 tháng 2 năm 1862  | 1862                                 | Không được nhận là tiểu bang cho đến năm 1912       |